# Altia
Altia — государственная монопольная компания Финляндии по производству, импорту и маркетингу алкогольных напитков с оборотом в €525 млн (2011). Осуществляет свою деятельность в Финляндии, Швеции, Норвегии, Дании, Эстонии и Латвии.
Компания имеет собственные производства в Финляндии (Коскенкорва и Раямяки), Эстонии (Табасалу) и Дании (Свендборг).
В мае 2014 года Финляндия заявила о готовности продать компанию, так как она утратила стратегическое значение.
Один из наиболее прибыльных брендов — водка Koskenkorva — был продан американской корпорации Brown-Forman.
|                | 2011      | 2014      | 2015      |
| -------------- | --------- | --------- | --------- |
| Оборот         | €525 млн  | ↘€430 млн | ↘€380 млн |
| Чистая прибыль | €34,4 млн | ↘€18 млн  | ↗€23 млн  |